# Strossmayeria sphenospora
Strossmayeria sphenospora är en svampart som först beskrevs av Wilhelm Kirschstein, och fick sitt nu gällande namn av Dennis 1962. Strossmayeria sphenospora ingår i släktet Strossmayeria och familjen Helotiaceae.   Inga underarter finns listade i Catalogue of Life.